# Belos Vukanović
Belos el ban (en húngaro: Belos bán) fue un jefe militar húngaro de origen serbio que vivió en el siglo XII. Ocupó el cargo de Nádor de Hungría y de ban (gobernador) de las regiones de Dalmacia y Croacia dentro del Reino de Hungría. Belos era hermano menor de Helena de Raška, la reina Consorte de Hungría, esposa del rey Bela II de Hungría.

## Biografía
Belos era hijo del duque Uroš I de Serbia en circunstancias y fechas desconocidas. Se calcula que pudo haber nacido cerca de 1110, afirmando algunos también que su muerte pudo haber sido en el 19 de junio de 1163 en una batalla junto a la ciudad de Székesfehérvár.[cita requerida]
Cuando la hermana de Belos, Helena de Raška, fue comprometida en matrimonio con el príncipe real húngaro Bela, ambos arribaron al reino. En el momento en que el príncipe real fue coronado como rey Bela II de Hungría en 1131, tanto Belos como su hermana Helena obtuvieron gran parte del poder en la conducción del reino, pues Bela II había sido cegado de niño por su tío el difunto rey Colomán de Hungría. El poco tiempo Belos se convirtió en ban (gobernador) de la región de Croacia y Dalmacia, alimentando estratégicamente las decisiones de la reina Helena que prácticamente reinaba en nombre de Bela II de Hungría.
Igualmente se cree que Belos estuvo en la asamblea nacional en Arad de 1131 donde los consejeros y partidarios del rey Colomán que habían aprobado la decisión de cegar a Bela II de pequeño fueron ejecutados. Probablemente Belos condujo los ejércitos húngaros el 22 de junio de 1132 en la batalla junto al río Sajó, donde Bela II venció a los ejércitos polacos y rusos de su primo el pretendiente al trono Boris Kolomanović (quien era un hijo no reconocido por el fallecido rey Colomán).
En la siguiente década la situación cambió radicalmente: el gobernante serbio falleció y el hermano mayor de Belos y Helena, subió al trono como Uroš II Prvoslav en 1140. Por otra parte, la importancia de Belos en la política interna de Hungría no concluyó con la muerte de Bela II en 1141, sino que por el contrario aumentó desmedidamente, ya que se convirtió en tutor y regente ante la minoría de edad de su sobrino, el heredero al trono, Geza II de Hungría de once años, el hijo del fallecido rey. De esta manera, durante este periodo, Helena y Belos condujeron el reino, enfrentando a los rusos en varias ocasiones, como en 1141 y en 1144. Belos demostró ser un buen jefe militar, pues el 11 de septiembre de 1146 consiguió una gran victoria en la batalla junto al río Fischa. Según el Chronicon Pictum húngaro ocurrió en la batalla que: «el tío materno del rey, entre sus mil hombres era glorioso, era a quien llamaban Bele el ban, pues a los teutones los arrasó cuerpo a cuerpo duramente, y con gran destrucción trajo el fin entre ellos».
En 1146, Geza II alcanzó la mayoría de edad y ocupó el trono húngaro, pero manteniendo a su tío muy cerca de él. Entre sus méritos, Belos se convirtió después del rey en la segunda figura de mayor poder en el reino húngaro, ocupando el cargo de nádor de Hungría entre 1145 y 1157. En 1149 los ejércitos húngaros comandados por Géza II y Belos avanzaron hacia el sur para auxiliar al señor serbio Uroš II Prvoslav en su lucha contra el emperador bizantino Manuel I Comneno. Sin embargo, la campaña no tuvo grandes éxitos y un año después Uroš se vio obligado a jurar lealtad al emperador.
En la década de 1150, la situación política interna húngara se agravó, pues los príncipes reales Ladislao y Esteban, los hermanos de Geza II, se alzaron contra el rey. Belos se alió con Esteban y en 1157, cuando este intentó llevar a cabo el asesinato del rey Geza II, el nádor húngaro también se vio forzado a huir con el príncipe por su complicidad. Esteban huyó a Constantinopla a la corte de Manuel I Comneno, y Belos probablemente huyó a Serbia, donde su hermano Uros II era el Duque en ese momento.
En 1162 murió Geza II y su hijo mayor Esteban III fue coronado como rey de Hungría. Aprovechando esta situación, en 1163, Belos regresó a Hungría con el príncipe Esteban que venía de Constantinopla, y tras alzarse contra el joven sobrino, el príncipe real fue coronado como Esteban IV de Hungría. Se cree que probablemente Belos recobrases su antigua influyencia en el reino por un breve periodo. Esteban III regresó pronto a recuperar el trono, y en la batalla del 19 de junio de 1163 junto a Székesfehérvár, Esteban IV fue derrotado, y se piensa que en este enfrentamiento también murió Belos. Luego de esta batalla no es mencionado en ningún otro documento o crónica. En todo caso, falleció antes del 1198.